# Отданум
Отданум, народ в Индонезии (в центральной части острова Калимантан, в верховьях рек, текущих на юг и на запад). Народ группы даяков. Делятся на 4 племенных группы: дохой, табахой, пананджой и сиан. Вера-традиционные верования, есть католики. Традиционное брачное поселение матрилокальное. У современных отданум-билокальное. Преобладает малая семья.